# Sergio Escudero (football, 1964)
Pour les articles homonymes, voir Sergio Escudero et Escudero.
Sergio Escudero (エスクデロ・セルヒオ, Escudero Sergio) est un footballeur argentino-japonais né le 10 février 1964. Il évoluait au poste de milieu de terrain.

## Biographie
Avec le club argentin des Chacarita Juniors, il joue 41 matchs en Primera División, inscrivant trois buts.
Avec le club espagnol de Grenade, il dispute 12 matchs en Segunda División, marquant trois buts, et sept matchs en Segunda División B, inscrivant un but.
Son fils est également nommé Sergio Escudero, est également un footballeur.